# سیلوی اهواز
بنای سیلو در اهواز مشهور به سیلوی اهواز (شهید آذر پیکان) از بناهای صنعتی اهواز به حساب می‌آید که به عنوان اثر شاخصِ این شهر در تاریخ معاصر و شکل‌گیری اهواز مدرن از آن یاد می‌شود.
این بنای صنعتی که به عنوان اثر شاخص شهر اهواز در تاریخ معاصر و شکل‌گیری اهواز مدرن از آن یاد می‌شود، در سال ۱۳۹۷ با تأیید کارشناس‌های سازمان میراث فرهنگی، با شماره ۳۲۱۶۲، در فهرست آثار ملی ایران به ثبت رسید..

## تاریخچه
سیلوی اهواز در سال ۱۳۱۵ ه.خ. طراحی، و احداث ساختمان آن در سال ۱۳۱۷  آغاز شد، که با صرف هزینه ی یک میلیون و پانصد هزار تومان به پایان رسیده و در سال 1319 به افتتاح رسید.
این سیلو، با ظرفیت ۳۲۰۰ تن، که به سه راه آبی، شوسه و راه آهن دسترسی داشته است، دومین سیلوی کشور بعد از سیلوی تهران است.
این سیلو، با هدف افزایش ظرفیت انباری استان، و نگهداری گندم خریداری شده از کشاورزها در فضایی مطلوب و مناسب، راه اندازی شده است. سیلوی شهید آذر پیکان اهواز با قرار گرفتن در مدار حمل و نقل ریلی، به شبکه سراسری ریلی متصل است که این باعث افزایش ظرفیت محصول قابل جابجایی و انبارشده در سیلو خواهد بود.

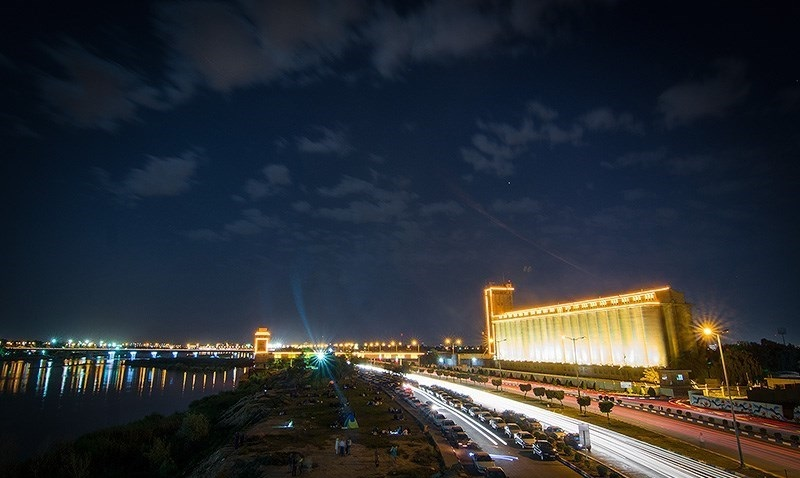
سیلوی اهواز از بناهای صنعتی اهواز